# 二十騎町
二十騎町（にじゅっきまち）は、東京都新宿区の町名。住居表示実施済み地域。「丁目」の設定がない単独町名である。

## 概要
新宿区の東部に位置する。牛込地域に属している。町域の北は南山伏町、東は納戸町、南は市谷加賀町、西は市谷甲良町に接する（地名はいずれも新宿区）。地域内は、住宅地となっている。牛込二十騎町と呼ばれている。

## 歴史
1990年（平成2年）、近隣の5か町とともに、従前の町名・町域を継承する形で住居表示が実施された。

## 世帯数と人口
2025年（令和7年）3月1日現在（新宿区発表）の世帯数と人口は以下の通りである。
- 世帯数 : 428世帯
- 人口 : 696人

### 人口の変遷
国勢調査による人口の推移。
| 年                 | 人口 |
| ------------------ | ---- |
| 1995年（平成7年）  | 604  |
| 2000年（平成12年） | 630  |
| 2005年（平成17年） | 614  |
| 2010年（平成22年） | 659  |
| 2015年（平成27年） | 664  |
| 2020年（令和2年）  | 685  |

### 世帯数の変遷
国勢調査による世帯数の推移。
| 年                 | 世帯数 |
| ------------------ | ------ |
| 1995年（平成7年）  | 249    |
| 2000年（平成12年） | 285    |
| 2005年（平成17年） | 316    |
| 2010年（平成22年） | 363    |
| 2015年（平成27年） | 371    |
| 2020年（令和2年）  | 412    |

## 学区
区立小・中学校に通う場合、学区は以下の通りとなる（2018年8月時点）。
- 区域 : 
  - 小学校 : 新宿区立市谷小学校
  - 中学校 : 新宿区立牛込第一中学校

## 事業所
2021年（令和3年）現在の経済センサス調査による事業所数と従業員数は以下の通りである。
- 事業所数 : 12事業所
- 従業員数 : 30人

### 事業者数の変遷
経済センサスによる事業所数の推移。
| 年                 | 事業者数 |
| ------------------ | -------- |
| 2016年（平成28年） | 11       |
| 2021年（令和3年）  | 12       |

### 従業員数の変遷
経済センサスによる従業員数の推移。
| 年                 | 従業員数 |
| ------------------ | -------- |
| 2016年（平成28年） | 29       |
| 2021年（令和3年）  | 30       |

## その他

### 日本郵便
- 郵便番号 : 162-0855[3]（集配局 : 牛込郵便局[15]）。